# Marie van Voorst van Beest
Johanna Louise Maria Juliana (Marie) van Voorst van Beest (Montfoort, 20 augustus 1879 – Maarssen, 29 november 1954) was de oprichtster van Westhill Kinderkapel in Maarssen.

## Biografie
Van Voorst van Beest werd op 20 augustus 1879 geboren in Montfoort als dochter van Cornelis Wernard Eduard van Voorst van Beest, burgemeester van IJsselstein en later van Montfoort, en Johanna Maria Juliana geboren jonkvrouw Strick van Linschoten.
Haar jeugd bracht ze door op buitenplaats Herteveld dat haar vader in 1881 kocht. Na het overlijden van haar moeder in 1907 en haar vader in 1911 werd het familiebezit verdeeld onder de kinderen. Broer Kees nam de buitenplaats over. Marie kocht Zeerust, een groot wit in eind negentiende-eeuwse Engelse chaletstijl uitgevoerd huis aan de Parkweg aan de Vecht op het voormalige Ter Meer-terrein in Maarssen.
Marie was geïnteresseerd in zondagsscholen en ging onder meer naar het Engelse Woodbrook, waar ze cursussen volgde bij de Canadese presbyteriaan George Hamilton Archibald. Deze ontwikkelde in het plaatsje Selly Oak bij Birmingham, een nieuwe methode om kinderen in aanraking te brengen met het woord Gods. Daarbij gebruikte hij de toen zeer moderne ideeën van pedagogische vernieuwers als Fröbel en Montessori. Zij beschouwden het kind niet als een kleine volwassene, maar probeerden aan te sluiten bij de kinderlijke belevingswereld. 
Terug in Maarssen startte ze in 1912 haar eerste moderne zondagsschoolklas. Later hernoemde ze haar huis naar Westhill. Ze gaf opdracht aan de architect Jan Rebel uit Laren een kinderkapel ontwerpen die ze liet plaatsen in de moestuin tegenover haar huis.
Marie stierf op 29 november 1954. Op 3 december werd ze onder grote belangstelling vanuit haar eigen kapel begraven op het kerkhof van de toen nog Hervormde Kerk in Maarssen.

## Publicaties (selectie)
- Bijbelsch vertelboek voor de kleintjes
- Het kind in het midden
- Jeugdzangen voor jeugd- en kinderdiensten, zondagsschool en huis
- Kerstvertellingen
- Liederenbundel voor kinderkapel, huisgezin en zondagschool
- Met moeder zingen

## Geweigerde onderscheiding
Op 29 april 1954, de dag voor Koninginnedag, belde de burgemeester van Maarssen bij haar aan om haar de onderscheiding van Ridder in de Orde van Oranje Nassau op te spelden. Marie was daar niet van gediend en antwoordde: "Ik had veel liever gehad dat u de gemeente opdracht had gegeven om mijn eendensloot uit te diepen."
- Biografisch Portaal: 59115605
- Gemeinsame Normdatei: 1147035776
- International Standard Name Identifier: 0000 0003 9336 6863
- Library of Congress Control Number: no2019074662
- Nederlandse Thesaurus van Auteursnamen: 086813544
- Virtual International Authority File: 287655572